# Alibek Osmonov
Alibek Osmonov (kirg. Алибек Осмонов; ur. 7 listopada 1996 roku) – kirgiski zapaśnik walczący w stylu wolnym. Brązowy medalista mistrzostw świata w 2021 roku. 
Ósmy na igrzyskach azjatyckich w 2018 i szesnasty w 2022. Brązowy medalista mistrzostw Azji w 2024; piąty w 2017. Wicemistrz igrzysk Solidarności Islamskiej w 2017 roku.